# يو إس إس سان جاسينتو (سي ڤي إل-30)
يو إس إس سان جاسينتو (بالإنجليزية: USS San Jacinto (CVL-30))‏ كانت حاملة طائرات خفيفة تابعة لسلاح البحرية الأمريكية خلال الحرب العالمية الثانية في مسرح المحيط الهادئ في الفترة من 1943 إلى 1945. سُميت وفقًا لمعركة سان جاسينتو إبان ثورة تكساس. خدم الرئيس الأمريكي السابق جورج بوش الأب على متن السفينة خلال الحرب العالمية الثانية.